# Ильинский сельский совет (Запорожская область)
Ильинский сельский совет (укр. Ільїнська сільська рада) — входит в состав
Бердянского района
Запорожской области
Украины.
Административный центр сельского совета находится в 
с. Ильино.

## История
- 1962 — дата образования.

## Населённые пункты совета
- с. Ильино
- с. Калиновка
- пос. Красное
- с. Александровка
- с. Тарасовка